# Werner Scholz (Maler)
Werner Scholz (* 23. Oktober 1898 als Werner Ferdinand Ehrenfried Scholz in Berlin; † 5. September 1982 in Schwaz, Tirol) war ein deutsch-österreichischer Maler.
Werner Scholz ist ein bedeutender Vertreter der zweiten Generation des deutschen Expressionismus. Als Zeitgenosse von George Grosz und Otto Dix stellte er das Großstadtleben in Berlin dar. Seine mit kräftigem Gestus gemalten Bilder zeigen den Menschen in seiner existentiellen Einsamkeit und Not (Witwer [1927], Winterweg [1927], Paar am Wasser [1927], Am Bülow-Bogen [1928], Paar [1929], Streit [1930], Mord [1930], Hunger [1931]). Nach seiner Verfemung als „entarteter Künstler“ durch die Nationalsozialisten zog er sich im Jahr 1939 in das Tiroler Bergdorf Alpbach zurück, wo er bis zu seinem Tod lebte.

## Leben
Werner Scholz, Sohn des Architekten Ehrenfried Scholz (eines Schülers von Walter Gropius) und der Pianistin Elisabeth, geb. Gollner, begann 1916 ein Studium der Malerei an der Berliner Hochschule für bildende Künste. Scholz rückte als Freiwilliger in den Ersten Weltkrieg ein. An seinem 19. Geburtstag (am 23. Oktober 1917) wurde er in Frankreich, Chemin des Dames, schwer verletzt und verlor in der Folge seinen linken Unterarm. In den Jahren 1919–1920 setzte er sein Studium der Malerei an der Berliner Hochschule für bildende Künste fort. 1920 verließ Scholz die Kunsthochschule und bezog ein Atelier am Nollendorfplatz in Berlin.

### Berlin
Mit kräftigem Gestus schilderte Scholz in den 1920er- und 1930er-Jahren mit expressionistischen Stilmitteln Not und Elend des Kleinbürgertums im Berlin der Nachkriegszeit. Werner Scholz war neben George Grosz, Otto Dix und Max Beckmann ein Angehöriger der zweiten Generation des deutschen Expressionismus. Die Ölbilder in der Zeit von 1919 bis 1945 sind zunächst von einer gedämpften Farbtonalität, jedoch von enormer Expressivität. Wie Franz Frank, Albert Birkle und Otto Pankok ist Werner Scholz ein Vertreter des Expressiven Realismus, der nichts beschönigt und wie in dem 1933 gemalten Ölbild Die Vertriebenen die unheilvolle Zukunft vorausgeahnt hat.
Wichtig war für Scholz nicht die Bildkonstruktion allein, sondern die Ausdruckskraft der Linie und die Ausdrucksgewalt der Farbe. Daher war für ihn auch die Begegnung mit Emil Nolde besonders wichtig, der bereits in frühen Jahren ein Bild von ihm erworben hat. Die konstruktive Energie, mit der die deutsche Folgegeneration der „Fauves“, Franz Marc, August Macke, Karl Schmidt-Rottluff, Ernst Ludwig Kirchner, Erich Heckel und Emil Nolde die Farbenwildnis bändigte, wirkte sich zweifellos auf die Generation von Werner Scholz aus. Doch Scholz geht wie seine Zeitgenossen George Grosz und Otto Dix in seiner Expressivität weit über die Generation seiner Vorgänger hinaus. Das Werk von Werner Scholz gewinnt seine konstruktive Kraft aus der Konzentration auf die Unerbittlichkeit einer Gebärde, in der sich menschliches Schicksal ballt.

### Im Nationalsozialismus
Scholz hat sehr früh die Gefährdung der deutschen Kultur und Zivilisation durch den aufsteigenden Nationalsozialismus erkannt und dazu auch publizistisch Stellung genommen. Im „Tagebuch“ vom 17. Januar 1931 findet man folgende Ausführungen von ihm: „Ja, es ist höchste Zeit, sich der wütenden Kulturzerstörerei der Nazis entgegenzustemmen, ihr mit tatkräftiger Arbeit zu antworten. Papierne Pamphlete und Proteste werden heute, wie uns die täglichen Ereignisse beweisen, gegenstandslos. Die Frevel, die sich Faschisten bereits auf legale Weise leisten können, müssen in ihrer Verantwortungslosigkeit vor der gesamten Öffentlichkeit demonstrativ aufgezeigt werden. Und zwar dauernd und systematisch, durch Schaffung einer Kampfgemeinschaft, die alle Kulturmittel einschließt, die ihren Kampf bis auf die Straße trägt, alle Propagandamittel nützt, um große Bevölkerungsschichten zu erfassen, die immer wieder in die Gehirne hämmert, was sein wird, wenn diese gefährliche Reaktion an die Macht kommt.“ Seine bildnerische Antwort ist von ähnlicher Vehemenz (Waisenkinder [1932], Das tote Kind [Triptychon 1933], Kind zwischen Gräbern [1933], Die Vertriebenen [1933], Frierendes Kind [1934]). Scholz war Mitglied des Deutschen Künstlerbundes und stellte seine Werke bis zur letzten, zwangsgeschlossenen Ausstellung in Hamburg auf den DKB-Jahresausstellungen aus.
Von den Nazis wurde Werner Scholz mit einem Ausstellungsverbot belegt. Im Jahr 1937 wurden in der Aktion „Entartete Kunst“ mehrere Werke aus dem Berliner Stadtbesitz, der Nationalgalerie Berlin (Kronprinzen-Palais), dem Wallraf-Richartz-Museum Köln, dem Kaiser Wilhelm-Museum Krefeld, dem Märkischen Museum Witten und einer weiteren bisher nicht identifizierten Sammlung beschlagnahmt. Weitere verschollene Werke verzeichnet die LOST Art-Datenbank des Deutschen Zentrums Kulturgutverluste.

### Alpbach (Tirol)
Im Jahr 1939 übersiedelt Scholz von Berlin nach Alpbach in Tirol, das er aus früheren Aufenthalten gut kannte, und erwarb dort mit seiner Frau Ursula das Haus „Büchsenhausen“. Sein Berliner Atelier wurde im Jahr 1944 durch ein Bombardement völlig zerstört. Nahezu sämtliche Ölbilder seiner Berliner Schaffenszeit, die Werner Scholz dort geheim versteckt hatte, wurden vernichtet.
Das Tiroler Bergdorf Alpbach war für Scholz schon früh ein Antipode zur gehetzten Welt der Großstadt. Hier entstanden sehr ausdrucksstarke Bilder, die die kirchlich gebundene bäuerliche Gesellschaft darstellen (Die Mönche [1932], Alter Bauer [1932], Reliquie [1932], Betende [1932], Nonne [1932], Das tote Kind [Triptychon 1933], Kirchhof [1933], Grabkreuz [1933], Kind zwischen Gräbern [1933], Frierendes Kind [1934], Lichterprozession [Triptychon 1934], Firmlinge [1935]). Auch in diesen Bildern kommt es Scholz nicht auf die realistische Darstellung der bäuerlichen Welt an. Mit einem kräftigen Gestus zeigt er vielmehr das Wesentliche, Existenzielle dieser so anderen Welt auf.
Nach 1945 wandte sich Werner Scholz in seinem Werk intensiv der kirchlich geprägten bäuerlichen Gesellschaft (Der Kirchenfürst, Triptychon [1960–1961]) und dem Landschaftsbild zu (Gewittersonne [1942], Sturm [1951], Mond hinter kahlen Bäumen [1953], Alpbach [1957], Der Berg [1957], Lago di Bernaco [1960], Mondwolke [1961], Die Nacht [1961], März [1963], Bergkirche [1964], Im Apennin [1964], Am Gardasee [1965]). Seine Farbpalette hellt sich zunehmend auf und wird immer intensiver.
Im Jahr 1954 malte Scholz im Auftrag der Firma Krupp das Stahl-Triptychon, dem eine große Anzahl von Bildern aus der Industriewelt des Ruhrgebiets folgten: so etwa Feuer [1955], Kesselpauke [1955], Schaufelbagger [1955], die Schlemmer [1955], Dampfer, Schlepper [1955] und Hochofenbatterie [1956].
Die intensive Beschäftigung mit Mythen führte Scholz dazu, ab dem Jahr 1948 einen umfangreichen Pastellzyklus über das Alte Testament zu schaffen. Über die Offenbarung des Johannes, den Gottsucher Hiob und die Sprüche Salomons entstanden Folgen. Der Pastellzyklus „Offenbarung des Johannes“ wurde von der Graphischen Sammlung Albertina in Wien angekauft. Intensiv widmete sich Scholz in dieser Zeit in einer Serie von 113 Pastellen und einigen Ölbildern auch der griechischen Mythologie. Daneben schuf Scholz eine große Anzahl von Pastellen und Ölbildern mit Naturdarstellungen und Darstellungen der kirchlich geprägten bäuerlichen Gesellschaft.

## Werke

### 1937 als „entartet“ beschlagnahmte Werke
- Das tote Kind (Triptychon mit den Bildern Das tote Kind, Die Mutter und Der Vater; Öl auf Pappe, 1933. 1937 bis 1941 auf mehreren Ausstellungen „Entartete Kunst“ vorgeführt; 1941 zur „Verwertung“ auf dem Kunstmarkt an den Kunsthändler Hildebrand Gurlitt; Verbleib ungeklärt)
- Die Vertriebenen / Flucht (Öl, 85,5 × 119 cm, 1933. Ging zur „Verwertung“ auf dem Kunstmarkt an den Kunsthändler Bernhard A. Böhmer. 1952 vom Märkischen Museum Witten rückerworben)
- Amaryllis (Öl; 1937 München auf der Ausstellung „Entartete Kunst“ vorgeführt; u. a. 1939 zur „Verwertung“ auf dem Kunstmarkt an Bernhard A. Böhmer; Buchheim-Museum, Bernried)[7]
- Ruine Kropfsberg (Öl auf Pappe, 54 × 68 cm; nach 1945 sichergestellt und 1947 zur Restitution an das Kulturhistorischen Museum Rostock. Verbleib ungeklärt)
- Nonne mit Kind (Zeichnung; 1940 zur „Verwertung“ auf dem Kunstmarkt an Bernhard A. Böhmer. Verbleib ungeklärt)
- Waisenkinder (Pastell; Verbleib ungeklärt)

### Weitere Werke (Auswahl)
- 1927 Witwer, Öl auf Pappe
- 1927 Winterweg, Öl auf Pappe, Privatbesitz
- 1927 Paar am Wasser, Öl auf Pappe, Privatbesitz
- 1928 Am Bülow-Bogen, Öl auf Pappe, Privatbesitz
- 1929 Paar, Öl auf Pappe, Eremitage, St. Petersburg
- 1930 Streit, Öl auf Pappe, Privatbesitz
- 1930 Mord, Öl auf Pappe
- 1931 Hunger, Öl auf Pappe, Museum Ludwig, Köln[8][9]
- 1931 Mutter mit Kind, Öl, Privatbesitz USA[10]
- 1932 Nonne, Pastell
- 1932 Die Mönche, Öl auf Pappe, Privatbesitz
- 1932 Alter Bauer, Öl auf Pappe, Privatbesitz
- 1932 Reliquie, Öl auf Pappe, Privatbesitz
- 1932 Waisenkinder, Öl auf Pappe
- 1932 Betende, Öl auf Pappe, Lehmbruck-Museum, Duisburg[11]
- 1932 Nonne, Öl auf Sperrholz
- 1933 Mondnacht, Öl auf Pappe, Privatbesitz
- 1933 Das tote Kind (Triptychon), verschollen[12][13]
- 1933 Tiroler Madonna (Triptychon), Öl auf Pappe, Museum Ludwig, Köln[9][14]
- 1933 Kirchhof, Öl auf Pappe, Fränkische Galerie, Nürnberg
- 1933 Grabkreuz, Öl auf Pappe
- 1933 Kind zwischen Gräbern, Öl auf Pappe
- 1933 Sterbende Tänzerin, Öl auf Pappe, Privatbesitz
- 1934 Frierendes Kind, Öl auf Pappe, Staatsgalerie Stuttgart
- 1934 Novembersonne, Öl auf Pappe, Privatbesitz
- 1934 Lichterprozession (Triptychon), verschollen
- 1935 Menschenpaar, Öl auf Pappe, Nationalgalerie, Berlin
- 1935 Firmlinge, Öl auf Pappe, Privatbesitz
- 1937 (Der) Schmerzensmann (Triptychon), Öl auf Pappe, Kunsthalle Mannheim[15][16]
- 1938 Der Stern, Öl auf Pappe, Privatbesitz
- 1938 Bauernmädchen aus Alpbach, Öl auf Karton, Privatbesitz[17]
- 1942 Gewittersonne, Öl auf Pappe
- 1943 Die Witwe, Öl auf Holz, Privatbesitz
- 1943 Die Kinder, Öl auf Pappe, Privatbesitz
- 1946 Zirkusreiterin, Öl auf Pappe, Nationalgalerie, Berlin
- 1946 Teufel, Öl auf Hartfaser, Germanisches Nationalmuseum (Leihgabe aus Privatbesitz), Nürnberg[18][19]
- 1947 Gefangener Vogel, Öl auf Karton, Österreichische Galerie Belvedere, Wien
- 1948 Simson zerbricht die Säulen, Pastell, Privatbesitz
- 1948 Davids Wehklage, Pastell, Privatbesitz
- 1948 Naemi erbaut Jerusalem, Pastell, Privatbesitz
- 1948 Psalmensänger, Pastell, Privatbesitz
- 1949 Saul, Öl auf Holz, Privatbesitz
- 1950–55 Der Schwertengel,  Tiroler Landesmuseum Ferdinandeum, Innsbruck
- 1951 Jesus, Öl auf Pappe, Privatbesitz
- 1951 Rahel, Öl auf Pappe, Privatbesitz
- 1951 Antigone, Öl auf Pappe, Museum Folkwang, Essen
- 1951 Sturm, Öl auf Pappe, Privatbesitz
- 1952 Minotaurus, Öl auf Pappe
- 1952 Orpheus, Öl auf Pappe, Privatbesitz
- 1952 Taube der Aphrodite, Öl auf Holz, Bayerische Staatsgemäldesammlungen, München[20]
- 1953 Athena mit der Eule, Öl auf Pappe, Privatbesitz
- 1953 Mond hinter kahlen Bäumen, Öl auf Pappe, Privatbesitz
- 1955 Dampfer und Schlepper, Öl auf Holz, Museum Folkwang, Essen[21]
- 1955 Eisenbahnbrücke, Öl auf Holz
- 1955 Mondlicht, Öl auf Pappe, Privatbesitz
- 1955 Tropischer Falter, Öl auf Holz, Privatbesitz
- 1955 Aus einem Hüttenwerk, Öl auf Pappe
- 1956 Gasfackel, Öl auf Hartfaser
- 1956 Nacht im Revier, Öl auf Pappe
- 1957 Alpbach, Öl auf Pappe, Privatbesitz
- 1957 Der Berg, Öl auf Pappe, Museum Ludwig, Köln[9][22]
- 1958 Königsee, Öl auf Hartfaser, Privatbesitz
- 1958 Tauernkirche, Öl auf Pappe, Privatbesitz
- 1960 Lago di Benaco, Öl auf Hartfaser
- 1960 Die Nacht, Öl auf Hartfaser, Hamburger Kunsthalle[23]
- 1960/61 Der Kirchenfürst (Triptychon), Öl auf Hartfaser, Lehmbruck-Museum, Duisburg[24]
- 1961 Mondwolke, Öl auf Hartfaser
- 1961 Die Nacht, Öl auf Pappe, Privatbesitz
- 1962 Sonnenuntergang, Öl auf Hartfaser, Privatbesitz
- 1962 Medea, Öl auf Hartfaser
- 1962 Antigone, Öl auf Pappe
- 1962 Judith, Öl auf Hartfaser, Privatbesitz
- 1963 März, Öl auf Hartfaser, Privatbesitz
- 1963 Doge, Öl auf Hartfaser, Privatbesitz
- 1964 Bergkirche, Öl auf Hartfaser
- 1964 Im Apennin, Öl auf Hartfaser, Privatbesitz
- 1965 Am Gardasee, Öl auf Hartfaser
- 1965 Lucrecia Borgia, Öl auf Hartfaser
- Heilige, Öl auf Leinwand, Buchheim-Museum, Bernried[25]

## Werkverzeichnis
- Claudia Grasse: Werner Scholz. Werkkatalog zum 100. Geburtstag. Alpbach 1998.

## Publikationen
- Die Aktion in „Tagebuch“, 17. Januar 1931
- Kunst ist kein bloßes, unterhaltendes Spiel, Das Kunstblatt, 15. Jg. 1931
- Emil Nolde, Die Familie, Museum der Gegenwart, Zeitschrift der deutschen Museen für neuere Kunst, Jg. 3, Heft 2, 1932
- Nachkrieg in der Malerei, Berliner Tagblatt, 1. Januar 1933 und Die Presse (Wien), 4. Mai 1948
- Das Schlagwort Expressionismus, Kurier (Wien) 14. September 1946
- Emil Nolde, Stimme Tirols, 27. August 1947
- Kunst hat kein Programm, Die Neue Zeitung, 5. Juli 1950
- Pastelle zum Alten Testament, Katalog der Kestner-Gesellschaft zur Werner Scholz-Ausstellung, September 1950
- Die Kunst unserer Tage, Katalog zur Ausstellung Werner Scholz, Kölnischer Kunstverein 1953.

## Einzelausstellungen
- 1925 Buchhandlung Ferdinand Ostertag, Berlin – Handzeichnungen und Lithos
- 1930 Die Kunststube, Berlin – Gemälde und Pastelle
- 1930 Galerie Neumann-Nierendorf, Berlin – Gemälde und Pastelle
- 1931 Galerie Ludwig Schames, Frankfurt/Main
- 1931 Kunsthalle Mannheim
- 1931 Bauhaus, Dessau – Gemälde und Pastelle
- 1932 Museum Folkwang, Essen – Pastelle
- 1932 Kunsthandlung Viktor Hartberg, Berlin – neue Arbeiten
- 1933 Städtisches Kunsthaus, Bielefeld mit Käthe Kollwitz – Gemälde und Pastelle
- 1933 Galerie Neue Kunst Fides, Dresden – Gemälde und Pastelle
- 1933 Galerie von der Heyde, Berlin
- 1934 Kunstverein, Köln – Gemälde und Pastelle
- 1934 Kunstverein Kassel – Gemälde und Pastelle
- 1934 Kunstsalon Maria Kunde, Hamburg – Pastelle
- 1935 Galerie von der Heyde, Berlin, Gemälde und Zeichnungen
- 1936 Märkisches Museum (Witten) – Gemälde
- 1936 Galerie Clasing, Münster – Gemälde
- 1937 Galerie Valentien, Stuttgart – Pastelle
- 1938 Galerie von der Heyde, Berlin – inoffizielle nächtliche Ausstellung
- 1946 Neue Galerie, Wien – Gemälde und Pastelle
- 1946 Kunstverein Konstanz – Gemälde und Pastelle
- 1947 Tiroler Landesmuseum Ferdinandeum, Innsbruck – Pastelle
- 1947 Galerie Günther Franke, München – Ölbilder und Pastelle
- 1947 Kunstverein, Köln – Ölbilder und Pastelle
- 1947 Märkisches Museum (Witten) – Gemälde und Pastelle
- 1948 Kunstverein, Hamburg – Gemälde und Pastelle
- 1948 Kleiner Raum Clasing, Münster – Pastelle
- 1948 Frankfurter Kunstkabinett, Frankfurt/Main – Pastelle
- 1948 Haus am Waldsee, Berlin – Gemälde und Pastelle
- 1948 Galerie Welz, Wien – Gemälde und Pastelle
- 1949 Institut Français, Innsbruck – Gemälde und Pastelle
- 1949 Neue Galerie der Stadt Linz, Linz – 156 Pastelle aus dem Zyklus „Das Alte Testament“
- 1950 Galerie Welz, Salzburg – Pastelle
- 1950 Salzburger Kunstverein, Salzburg – Pastelle aus dem Zyklus „Das Alte Testament“
- 1950 Neue Galerie Graz – Pastelle
- 1950 Galerie Günther Franke, München – Pastelle aus dem Zyklus „Das Alte Testament“
- 1950 Kestnergesellschaft, Hannover – Gemälde und Pastelle aus dem Zyklus „Das Alte Testament“
- 1950 Santa Barbara Museum of Art, Kalifornien – Pastelle aus de Sammlung Dr. J. A. Haensel, Los Angeles
- 1950 Frankfurter Kunstverein, Frankfurt/Main – Pastelle aus dem Zyklus „Das Alte Testament“
- 1950 Galerie d’art du Faubourg, Paris – Pastelle
- 1950 Art Institute, Pasadena, Kalifornien – Pastelle aus de Sammlung Dr. J. A. Haensel, Los Angeles
- 1951 De Young Museum, San Francisco, Kalifornien – Pastelle aus de Sammlung Dr. J. A. Haensel, Los Angeles
- 1951 Märkisches Museum (Witten) – Pastelle aus dem Zyklus „Das Alte Testament“
- 1952 Kunstverein Freiburg – Gemälde und Pastelle aus dem Zyklus „Das Alte Testament“ und die „Griechische Mythologie“
- 1952 Württembergischer Kunstverein, Stuttgart – Gemälde und Pastelle
- 1952 Kunsthalle Mannheim – Gemälde und Pastelle
- 1952 Galerie Günther Franke, München – Gemälde und Pastelle
- 1953 Frankfurter Kunstkabinett, Frankfurt/Main
- 1953 Kölnischer Kunstverein – Gemälde und vier Zyklen Pastelle
- 1954 Tiroler Kunstpavillon, Innsbruck – Pastelle
- 1954 Kestnergesellschaft, Hannover – Pastelle
- 1954 Galerie Alex Vömel, Düsseldorf – Pastelle
- 1955 Museum Folkwang, Essen – Gemälde und Pastelle
- 1955 Kunstverein in Hamburg – Gemälde und Pastelle
- 1955 Bayer-Werke, Leverkusen – Gemälde und Pastelle
- 1956 Gesellschaft mainfränkischer Kunst und Geschichte – Gemälde und Pastelle
- 1956 Märkisches Museum (Witten) – Gemälde und Pastelle
- 1957 Karl-Ernst-Osthaus-Museum, Hagen
- 1958 Kongresshalle (Berlin) – Ölbilder und Pastelle
- 1958 Galleria d’Arte Moderna Triest – Pastelle
- 1958 Staatliche Graphische Sammlung, München – Pastelle aus dem Zyklus „Griechische Mythologie“
- 1958 Tiroler Landesmuseum Ferdinandeum, Innsbruck – Ölbilder und Pastelle
- 1958 Bayer-Werke, Leverkusen – 155 Pastelle aus dem Zyklus „Das Alte Testament“
- 1958 Wallraf-Richartz-Museum, Köln – Gemälde
- 1961 Galerie Günther Franke, München – Gemälde
- 1961 Städtisches Kunstmuseum, Duisburg – Gemälde und Pastelle
- 1963 Graphik-Kabinett G. D. Baedeker, Essen – Bilder aus vier Jahrzehnten
- 1963 Fränkische Galerie, Nürnberg – Gemälde aus den Jahren 1927–1963
- 1963 Bayer-Werke, Leverkusen – Pastelle aus dem Zyklus „Griechische Mythologie“
- 1964 Freie Galerie, Berlin – Pastelle aus dem Zyklus „Griechische Mythologie“
- 1965 Graphik-Kabinett G. D. Baedeker, Essen – Gemälde aus den Jahren 1961–1964
- 1966 Galerie Dr. Rainer Horstmann, Düsseldorf – Gemälde
- 1967 BAT, Hamburg – Gemälde
- 1967 Galerie im Taxispalais, Innsbruck – Pastelle
- 1968 Galerie Wolfgang Ketterer, München – Gemälde und Pastelle
- 1968 Kunstverein Höxter/Corvey, Corvey – Gemälde 1927–1967, Pastelle
- 1968 Graphik-Kabinett G. D. Baedeker, Essen – 40 neuere Bilder
- 1968 Märkisches Museum (Witten) – 76 Gemälde
- 1968 Galerie Wolfgang Ketterer, München – 101 Gemälde und 16 Pastelle
- 1969 Galerie Fricker, Paris – Ölbilder und Pastelle
- 1970 Musée des Beaux-Arts (Lyon) – Ölbilder und Pastelle
- 1972 Bayer Kulturabteilung, Leverkusen – italienische Bilder 1957–1972
- 1973 Lempertz Contempora, Köln – Gemälde und Pastelle
- 1973 Tiroler Landesmuseum Ferdinandeum, Innsbruck
- 1978 Galerie Strunk-Hilgers, Mönchengladbach-Odenkirchen
- 1981 Europäisches Forum Alpbach – Ölbilder und Pastelle

### Posthum
- 1983 Galerie im Taxispalais, Innsbruck – Ölbilder und Pastelle
- 1986 Tiroler Landesmuseum Ferdinandeum – Pastelle
- 1989 Galerie Anna Briem, St. Johann i.T. – Ölbilder und Pastelle
- 1991 Richard Haizmann Museum für moderne Kunst, Niebüll – Ölbilder und Pastelle
- 1992 Freie Akademie der Künste in Hamburg – Ölbilder und Pastelle
- 1995 Villa Grisebach, Berlin – Ölbilder und Pastelle
- 1998 Märkisches Museum (Witten) – Zum 100. Geburtstag Ölbilder und Pastelle
- 1998 Tiroler Landesmuseum Ferdinandeum, Innsbruck – Ölbilder und Pastelle
- 1998 Pavillon im Hofgarten, Innsbruck – Ölbilder und Pastelle
- 2008 Südtiroler Kulturinstitut Bozen, Rabalderhaus Schwaz, Galerie Magnet Klagenfurt – Werner Scholz und Werner Berg
- 2017 Galerie Maier, Innsbruck – Ölbilder und Pastelle
- 2017 Zentrum für verfolgte Künste Solingen – Wider den schönen Schein der Welt – Der Expressionist Werner Scholz
- 2024 Ernst-Barlach-Haus, Hamburg – Werner Scholz. Das Gewicht der Zeit. Menschenbilder 1927–37[26]